# Aurela Gaçe
Aurela Gaçe (ur. 16 października 1974 w Llakatundi, koło Wlory) – albańska piosenkarka.

## Kariera muzyczna

### Wczesne lata
W wieku czterech lat zaczęła uczestniczyć w konkursach muzycznych dla dzieci. W 1983 roku wzięła udział w ogólnokrajowym dziecięcym festiwalu Festivali Kombëtar Të Fëmijeve w Szkodrze z piosenką „Do të bëhem makinist”.

### Przełom
W 1993 roku wzięła po raz pierwszy udział w największym albańskim festiwalu muzycznym Festivali i Këngës w Tiranie z piosenką „Pegaso”, a w 1994 roku w festiwalu Festivali i Pranvëres, który wygrała piosenką „Nuk mjafton” („Nie wystarczy”). W 1995 roku wzięła udział w festiwalu Festivali i Këngës z balladą „Nata”. W następnym roku wystąpiła ponownie na tym festiwalu, z piosenką „Me jetën dashuruar” i zajęła trzecie miejsce. W 1997 roku ukazał się utwór „Pranvera e vonuar” („Spóźniona wiosna”), który wykonała w duecie z Aleksandrem Gjoką. W tym samym roku wystąpiła po raz kolejny na festiwalu Festivali i Këngës, z piosenką „Fati ynë shpresë dhe marrëzi” („Nadzieja i szaleństwo moim losem”), która przyniosła jej drugie miejsce i stała się bardzo popularna w Albanii.
W 1998 wydała swój pierwszy album studyjny, zatytułowany Oh nënë (Oh, mamo). Album inspirowany był głównie muzyką ludową z okolic Wlory. W tym samym roku ukazał się album kompilacyjny The Best, gdzie zostały zebrane jej utwory prezentowane na festiwalu Festivali i Këngës. W 1998 zajęła na tym festiwalu trzecie miejsce z balladą „E pafajshme jam” napisaną przez Ilirjana Zhupę i skomponowaną przez Adriana Hila. W kolejnej edycji festiwalu, w 1999 roku zaprezentowała piosenkę „S’jam tribu”. W finale konkursu otrzymała najwyższą punktację i wygrała go po raz pierwszy. Rok później ukończyła studia z zakresu dramatu w Akademii Sztuk w Tiranie. W 2001 roku udało się jej po raz kolejny wygrać Festivali i Këngës, tym razem z piosenką „Jetoj”. W tym samym roku ukazał się jej trzeci i czwarty album studyjny, które nosiły tytuły Tundu bejke i Superxhiro. Utwory z dwóch albumów składały się głównie z muzyki pop, która mieszała się z momentami z muzyką ludową (folk-pop).

### Przeprowadzka do Stanów Zjednoczonych
Po sukcesie w Albanii, w 2002 roku przeniosła się z siostrą do Stanów Zjednoczonych i zamieszkała w Nowym Jorku. Szybko zyskała popularność wśród mieszkającej tam albańskiej mniejszości śpiewając w klubach, na koncertach na terenie całego USA i na prywatnych imprezach. W 2004 roku zaśpiewała przed Clintonem hymn USA. W Stanach Zjednoczonych znany fotograf Fadil Berisha zorganizował specjalny koncert i wybrał Gaçe, aby zaśpiewała piosenki legendarnych albańskich piosenkarek takich jak Vaçe Zela i Nexhmije Pagarusha. Wszystkie dochody z koncertu poszły na cele charytatywne.

### Powrót

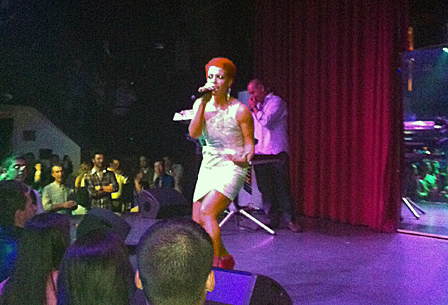
Aurela Gaçe na koncercie w Zurychu, 2011

Po pięciu latach pobytu w Stanach Zjednoczonych powróciła na albańską scenę muzyczną. W finale festiwalu Festivali i Këngës w 2006 roku wykonała gościnnie piosenkę „Fati ynë shpresë dhe marrëzi”. W następnym roku, w 2007, zwyciężyła w dziewiątej edycji festiwalu Kënga Magjike, wykonując piosenkę „Hape veten” (zdobyła w finale 529 punktów). W 2008 roku wydała swój pierwszy studyjny album od siedmiu lat, zatytułowany Mu thanë sytë. Album zawierał między innymi utwory „Hape veten”, „Fati ynë shpresë dhe marrëzi” i „Jehonë”, który Aurela nagrała z zespołem hip-hopowym West Side Family. W 2008 roku wydała singel „Bosh”, a następnie teledysk do niego, który został wyprodukowany przez Supersonic Productions. W tym samym roku wraz z grupą West Side Family wzięła udział w 47 edycji festiwalu Festivali i Këngës z piosenką „Jehonë”. W półfinale konkursu wystąpiła w duecie z grupą, a w finale piosenka śpiewana już przez sam zespół zajęła trzecie miejsce w konkursie. Po konkursie Aurela nagrała z grupą teledysk do piosenki.

### Hit lata 2010
W lecie 2010 roku wydała wraz z albańskim raperem Dr. Flori i Marselem (Marseli Selites) singel „Origjinale”. Piosenka szybko stała się hitem w Albanii, a jej teledysk na YouTube szybko przekroczył milion wyświetleń. Teledysk został określony najlepszym wideo roku i osiągnął największą liczbę wyświetleń w serwisie YouTube spośród wszystkich kiedykolwiek umieszczonych na serwisie albańskich piosenek. W następnym roku utwór został nominowany nagrody do muzycznej gali nagród bałkańskich Balkan Music Awards. W walce o główną nagrodę, „Najlepsza piosenka roku na Bałkanach 2010”, „Origjinale” rywalizowało m.in. z piosenką „Sun Is Up” rumuńskiej piosenkarki Innej i piosenką „An Isoun Agapi” greckiej wokalistki Eleny Paparizou. Po głosowaniu Gaçe zwyciężyła, otrzymując 92 punkty. Piosenka została również nominowana i wygrała w kategorii „Najlepsza piosenka roku w Albanii 2010”.

### Konkurs Piosenki Eurowizji 2011
W 2010 roku została uczestniczką 49. edycji festiwalu Festivali i Këngës. Wystartowała z utworem „Kënga ime”, skomponowanym przez Shpëtima Saraçi i napisanym przez Sokola Marsi. 24 grudnia 2010 roku wystąpiła w drugim półfinale, a 25 grudnia 2010 roku w finale, wygrywając konkurs po otrzymaniu 82 punktów i zdobyciu prawa do reprezentowania Albanii w 56. Konkursie Piosenki Eurowizji w Düsseldorfie w Niemczech. Zdobyła zwycięstwo na festiwalu Festivali i Këngës po raz trzeci co oznacza, że tylko Vaçe Zela wygrała od niej więcej razy, zdobywszy aż 10 pierwszych miejsc w tym konkursie.
30 stycznia 2011 roku na swojej oficjalnej stronie internetowej poinformowała, że piosenka „Kënga ime” została przearanżowana na język angielski, a jej nowy tytuł nosi nazwę „Feel the Passion”. Utwór został dostosowany do wymogów konkursu i stał się bardziej rockowy, ale z pewnymi elementami etnicznymi. Ostatni wers utworu został zachowany jednak w języku albańskim. W nagraniach chórków do angielskiej wersji uczestniczyło trzech amerykańskich piosenkarzy: Lamont Van Hook, Monet i Beverly. 13 marca 2011 roku został przedstawiony oficjalny teledysk piosenki, który wyreżyserował Albert Malltezi, a ubrania, w których wystąpiła w klipie zostały zaprojektowane przez Mirela Nurçe. Trasa promocyjna eurowizyjnej piosenki składała się z wyjazdu do kilku europejskich krajów. Trasa rozciągała się od Turcji, Grecji, Białorusi, Ukrainy po Azerbejdżan. Pojawiła się także w eurowizyjnym koncercie Eurovision in Concert w Amsterdamie.

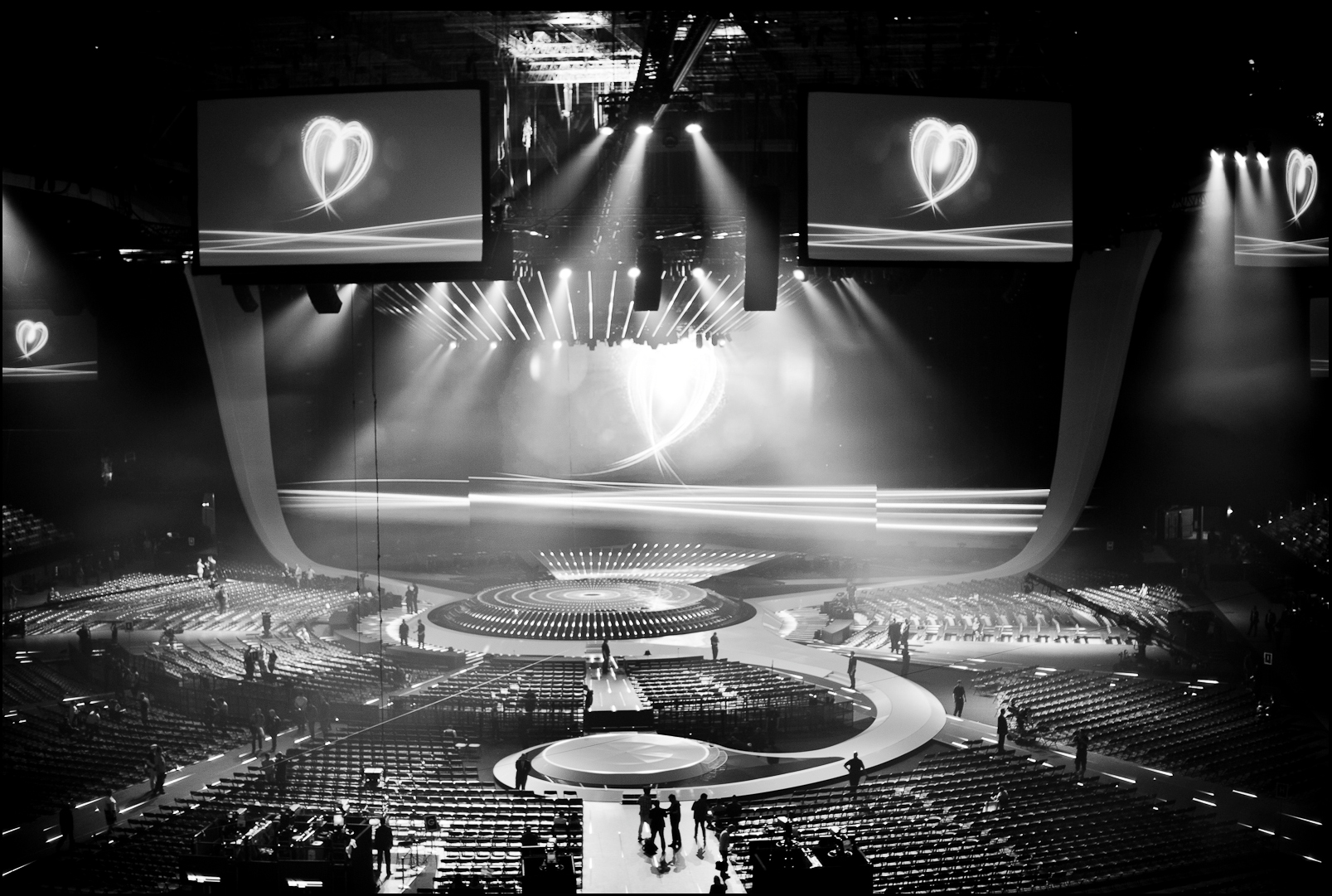
Scena na Konkursie Piosenki Eurowizji 2011 w Esprit Arena w Düsseldorfie

1 maja 2011 roku rozpoczęła w Düsseldorfie próby do konkursu. 10 maja 2011 roku wystąpiła w pierwszym półfinale, z trzecim numerem startowym i nie zakwalifikowała się do finału, zajmując czternaste miejsce z 47 punktami. Po konkursie opowiadała w albańskich mediach o swoim rozczarowaniu. Wspomniała, że była zszokowana wynikiem, że nie dostała się do finału konkursu. W konkursie dostała punkty od siedmiu z dziewiętnastu państw. Najlepiej piosenkę „Feel the Passion” oceniła Grecja, która przyznała jej 12 punktów.

Miałam dość dobry odbiór publiczności, a występ był dobry, dlatego jestem zaskoczona. Nie sądzę, żeby to był zły utwór, nie wiem, więc dlaczego.

| Punktujące kraje | Azerbejdżan | Grecja | Chorwacja | Portugalia | San Marino | Szwajcaria | Turcja | Suma punktów | Miejsce |
| Otrzymane punkty | 2           | 12     | 7         | 4          | 8          | 6          | 8      | 47           | 14      |

Wkrótce po udziale w Eurowizji wydała singel nagrany z raperem Mc Kresha, „CA$H”. Piosenka została napisana przez nich samych wraz z Dr. Flori, a skomponowana przez macedońskiego kompozytora Darko Dimitrov.

### Od 2012:Paraprakisht

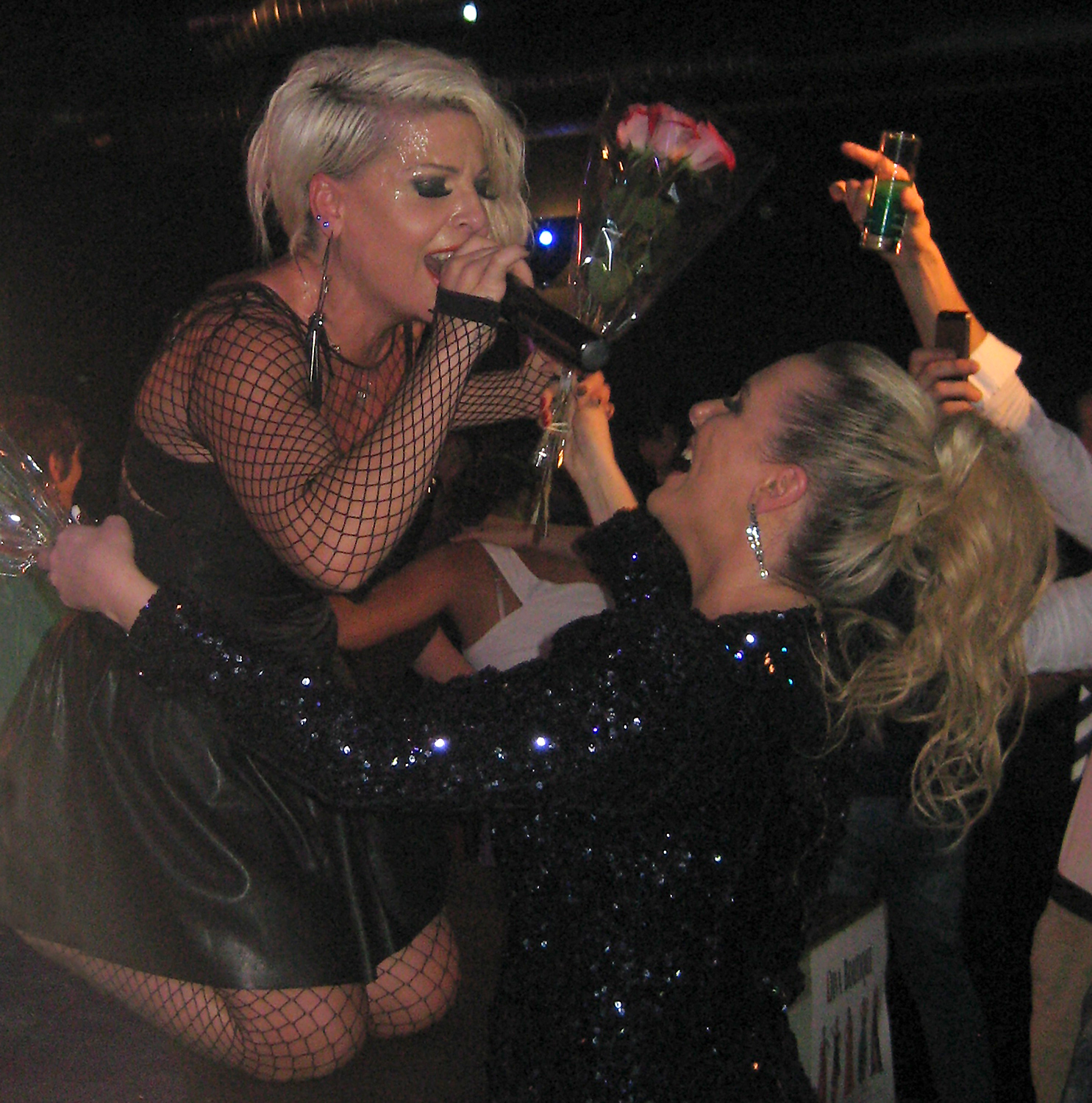
Aurela Gaçe i Vesa Luma w Zurychu, 2012

W lutym 2012 roku wydała singel „Tranzit” wraz z teledyskiem. Singiel był tworzony przez dwa lata, podczas gdy teledysk został nakręcony w Tiranie jesienią 2011 roku, na kilka dni przed narodzinami pierwszego dziecka Aurelii. Kiedy ukazał się singel, Gaçe ogłosiła, że w tym roku ukaże się jej nowy album. W czerwcu 2012 roku wydała kolejną piosenkę „Boom Boom Boom” wraz z teledyskiem. Utwór został stworzony przez Dr. Flori i Edlir Begolli, a teledysk został wyprodukowany przez Max Production. Również w czerwcu gościła w albańskim X Factorze, gdzie wykonała piosenkę „Boom Boom Boom”.
20 lipca 2012 roku, po czterech latach, wydała swój kolejny album studyjny, zatytułowany Paraprakisht. W związku z wydaniem albumu został wydany singel „Ja ke nge”, który pojawiał się również na płycie. Na albumie znalazły się także utwory m.in. „Origjinale”, „CA$H”, „Tranzit” oraz „Feel the Passion” w nowej wersji. 1 sierpnia 2012 roku album ukazał się również w sprzedaży w internecie za pośrednictwem iTunes. W tworzeniu płyty uczestniczyło wielu kompozytorów, w tym Rozana Radi, która napisała tekst do „Ja ke nge” i „Shpirt i shpirtit tim”, a także Dr. Flori, który jest współautorem trzech piosenek na albumie.
21 października 2012 roku pojawiła się gościnnie w albańskim serialu komediowym Apartamenti 2XL na kanale Vizion Plus, a w listopadzie pojawiła się wraz z Vesą Lumą i Lediną Çelo na koncercie Miss dhe Mister Unversi shqiptar w Zurychu w Szwajcarii. W listopadzie 2012 roku z okazji zbliżającej się 100. rocznicy niepodległości Albanii zrobiła małą trasę koncertową z koncertami w Connecticut i Chicago w Stanach Zjednoczonych, Florencji we Włoszech i w Prisztinie w Kosowie.
1 kwietnia 2013 roku wydała balladę „Shpirt i shpirtit tim” jako singel, a tego samego dnia odbyła się także premiera teledysku do utworu, którego realizacji po raz kolejny podjęła się firma Max Production.
19 lipca 2013 roku ukazał się jej kolejny singel „Dua”, który powstał w wyniku jej współpracy z Adrianem Hilą. Teledysk do utworu został ponownie wyprodukowany przez Max Production, a jego premiera odbyła się 1 sierpnia.
Jesienią wraz z Almą Bektashi, Eltonem Dedą i Sidritem Bejleriem zasiadła w jury trzeciej edycji programu The Voice of Albania, która rozpoczęła się 4 października 2013 roku na antenie stacji telewizyjnej Top Channel.

## Życie prywatne
Ma młodszą siostrę, Blertę Gaçe, która jest tancerką i wokalistą.
Pod koniec kwietnia 2011 roku ujawniła albańskim mediom, że poznała partnera o imieniu Skerdi. Wkrótce potem poinformowała, że spodziewa się z nim swojego pierwszego dziecka. Będąc w zaawansowanej ciąży, odbyła sesję zdjęciową dla magazynu „Jeta”. 12 listopada 2011 roku w prywatnym szpitalu w Tiranie urodziła córkę Grace. 20 września 2013 roku w hotelu Stela Resort w Tiranie odbył się ślub pary.

## Dyskografia

### Albumy
- 1998: Oh nënë
- 1998: The Best
- 2001: Tundu bejke
- 2001: Superxhiro
- 2008: Mu thanë sytë
- 2012: Paraprakisht

### Single
- 1993: „Pegaso”
- 1994: „Nuk mjafton”
- 1995: „Nata”
- 1996: „Me jetën dashuruar”
- 1997: „Pranvera e vonuar”
- 1997: „Fati ynë shpresë dhe marrëzi”
- 1998: „E pafajshme jam”
- 1999: „S’jam tribu”
- 2000: „Cimica”
- 2001: „Jetoj”
- 2007: „Hape veten”
- 2008: „Bosh”
- 2009: „Mu thanë sytë”
- 2009: „Jehonë” (feat. West Side Family)
- 2010: „Origjinale” (feat. Dr. Flori & Marsel)
- 2010: „Kënga ime”
- 2011: „Feel the Passion”
- 2011: „CA$H” (feat. Mc Kresha)
- 2012: „Tranzit”
- 2012: „Boom Boom Boom”
- 2012: „Ja ke nge”
- 2013: „Shpirt i shpirtit tim”
- 2013: „Dua”
- 2014: „Merrëm sonte”
- 2014: „Pa kontroll” (feat. Young Zerka)
- 2015: „Baba në k'të skenë” (oraz Dr. Flori)
- 2015: „Akoma jo”
- 2016: „Nënë e imja nënë”
- 2017: „S’mundem”
- 2017: „Fustani”
- 2017: „S’nuk” (feat. Fifi)

## Nagrody i nominacje
| Rok  | Nagroda               | Kategoria                                 | Piosenka                       | Rezultat   |
| ---- | --------------------- | ----------------------------------------- | ------------------------------ | ---------- |
| 1994 | Festivali i Pranvëres | Grand Prix                                | „Nuk mjafton”                  | Wygrana    |
| 1996 | Festivali i Këngës 35 | Grand Prix                                | „Me jetën dashuruar”           | 3. miejsce |
| 1997 | Festivali i Këngës 36 | Grand Prix                                | „Fati ynë shpresë dhe marrëzi” | 2. miejsce |
| 1999 | Festivali i Këngës 38 | Grand Prix                                | „S’jam tribu”                  | Wygrana    |
| 2001 | Festivali i Këngës 40 | Grand Prix                                | „Jetoj”                        | Wygrana    |
| 2007 | Kënga Magjike 9       | Grand Prix                                | „Hape veten”                   | Wygrana    |
| 2010 | Festivali i Këngës 49 | Grand Prix                                | „Kënga ime”                    | Wygrana    |
| 2011 | Balkan Music Awards   | Najlepsza piosenka roku w Albanii 2010    | „Origjinale”                   | Wygrana    |
| 2011 | Balkan Music Awards   | Najlepsza piosenka roku na Bałkanach 2010 | „Origjinale”                   | Wygrana    |